# Gabriele Ferro (direttore d'orchestra)
Gabriele Ferro (Pescara, 15 novembre 1937) è un direttore d'orchestra italiano.
Nel corso della sua carriera ha condotto diverse compagini orchestrali in Europa e nel mondo.

## Origini e formazione
Figlio del compositore Pietro Ferro, compie gli studi musicali presso il Conservatorio Santa Cecilia di Roma dove si diploma in pianoforte e composizione nel 1960.
Successivamente segue, presso l'Hilversum Radio Filharmonisch Orkest (RFO), l'orchestra sinfonica radiofonica olandese, i corsi di specializzazione del Maestro Franco Ferrara di cui diventa in seguito allievo.

## Carriera, incarichi, collaborazioni
Dal 1965, e sino alla sua chiusura nel 1992, Gabriele Ferro è fra i direttori dell’Orchestra da camera Alessandro Scarlatti della RAI di Napoli.
Nel 1968, l’Orchestra Sinfonica di Bari, inaugura la sua attività sotto la sua direzione artistica. Gabriele Ferro, a quel tempo è docente al Conservatorio Niccolò Piccinni nel capoluogo pugliese diretto da Nino Rota.
Nel 1970 inizia la collaborazione con le orchestre dell’Accademia Nazionale di Santa Cecilia di Roma e del Teatro alla Scala di Milano.
In quello stesso anno, vince il concorso per giovani direttori d’orchestra indetto dalla Rai. Da quel momento inizia una stretta collaborazione con l'Orchestra Sinfonica Nazionale della Rai di Roma che lo porta ad esserne il Direttore Principale dal 1987 al 1991. Impegno che in quegli anni, condivide con il ruolo di Direttore Stabile dell'Orchestra Sinfonica Siciliana che ricopre dal 1979 al 1997.
Nel periodo tra 1974 e il 1980, invitato da Claudio Abbado, dirige diversi concerti al Teatro alla Scala di Milano.
Dal 1974 al 1982, chiamato dall’emittente francese Radio France, dirige una serie di concerti sinfonici, eseguiti con l’Orchestre National de France nell’auditorium Salle Pleyel di Parigi.
Dai primi anni ’90 ottiene diverse direzioni: tra il 1991 e il 1997 è Generalmusikdirektor dello Staatstheater di Stoccarda; dal 1999 al 2004 è Direttore Musicale del Teatro di San Carlo di Napoli; a partire dal 2001 sino al 2006 è Primo Direttore Ospite al Teatro Massimo di Palermo.
Nel periodo che va dal 2014 al 2019, è Direttore Musicale del Teatro Massimo di Palermo; nel 2020, è insignito del titolo di Direttore Onorario al Teatro Massimo di Palermo.
Nel corso degli anni, ha collaborato, anche, con diversi teatri in Italia, tra i quali: il Teatro La Fenice di Venezia, il Teatro alla Scala di Milano, il Teatro dell’Opera di Roma [Giulio Cesare di Georg Friedrich Händel, con Monserrat Caballè (1985)], il Teatro Comunale di Firenze; e in Europa: L'Opéra Bastille e le Théâtre du Châtelet a Parigi, Le Grand Théâtre de Genéve a Ginevra [Il Flauto Magico di Wolfgang Amadeus Mozart, con il soprano Jane Archibald, al Grand Théâtre de Genéve (2007) e Salomè di Richard Strauss, con la regia di Nicolas Brieger, con il soprano Nicola Beller Carbone (2009)], il Muziektheater di Amsterdam, il Volksoper Wien La Cenerentola di Gioachino Rossini, regia di Achim Freyer (1998)], l'Opera di Stato della Baviera, la Deutsche Oper Berlin [Medea di Luigi Cherubini, con la regia di Ursel e Karl-Ernst Hermann (2002)], il Teatro Real di Madrid [Simon Boccanegra di Giuseppe Verdi, regia Giancarlo Del Monaco (2002)], la Royal Opera House Covent Garden di Londra [Il Barbiere di Siviglia di Gioachino Rossini con Samuel Ramey (1985)];
Negli Stati Uniti esegue direzioni presso la Lyric Opera of Chicago, la San Francisco Opera, la Los Angeles Opera; e in Medio Oriente presso The Israeli Opera Tel-Aviv-Yafo.

## Festival internazionali
Gabriele Ferro nel corso della sua carriera è stato invitato a dirigere presso numerosi festival internazionali tra i quali: il Wiener Festwochen, lo Schwetzinger Festspiele, lo Schleswig Holstein Musik Festival, il Festival Mozart Coruña Opera Base di La Coruña, il Rossini Opera Festival di Pesaro, il Maggio Musicale Fiorentino, il Ferrara Musica, la Biennale di Venezia.

## Repertorio[1]
Sin dal principio della sua attività di direttore d’orchestra, oltre ad un repertorio di musica classica, si dedica anche all’approfondimento di un repertorio di musica contemporanea, dirigendo diverse opere di autori contemporanei come Luciano Berio, Giorgio Battistelli, Marco Betta, Aldo Clementi, György Ligeti, Bruno Maderna, Luigi Nono, Wolfgang Rihm, Karlheinz Stockhausen.
Dal 1978 in poi, si dedica al melodramma, con un repertorio di musiche composte da autori del Settecento sino ai compositori moderni del Novecento, dirigendo tra le altre opere:
I Puritani di Vincenzo Bellini, con la regia di Pierluigi Pizzi, con il soprano Katia Ricciarelli e il tenore Chris Merritt, (1985);
Il Barbiere di Siviglia di Gioachino Rossini, allo Schwetzingen Festspiele con il mezzosoprano Cecilia Bartoli (1988);
Arie tratte da opere di Gioachino Rossini con il soprano Edita Gruberova e il basso Samuel Ramey al Festival di Monaco di Baviera (1990);
Genoveva di Robert Schumann, con la Gewandhausorchester Leipzig al Theater an der Wien, regia di Achim Freyer (2000);
Perséphone di Igor F. Stravinskij con Isabella Rossellini voce recitante e Oedipus Rex di Igor F. Stravinskij con Gerard Depardieu voce recitante al Teatro di San Carlo di Napoli (2001);
Elektra di Richard Strauss, al Teatro San Carlo di Napoli, con la regia Klaus Michael Gruber e le scene di Anselm Kiefer, (2003);
L´olandese volante di Richard Wagner, con la regia di Roberto Andò (2004);
Medea di Luigi Cherubini, al National Theater di Mannheim, con la regia di Achim Freyer, (2007);
Semiramide di Gioachino Rossini, al Teatro di San Carlo di Napoli, con la regia di Luca Ronconi (2011);
Les pecheurs des perles di Georges Bizet, con il tenore Dmitry Korchak e il soprano Patrizia Ciofi (2012);
La Sonnambula di Vincenzo Bellini, allo Staatstheater Stuttgart, con la regia di Jossi Wieler e Sergio Morabito, le scene di Ana Viebrock, con il soprano Ana Durlovski, il mezzosoprano Helene Schneiderman, il basso Liang Li, (2012);
Salomè di Richard Strauss, al Teatro di San Carlo di Napoli, con la regia di Manfred Schweigkofler (2014);
Feuersnot di Richard Strauss, al Teatro Massimo di Palermo, con il soprano Nicola Beller Carbone e la regia di Emma Dante (2014);
Il Flauto Magico di Wolfgang Amadeus Mozart, con la regia di Roberto Andò (2015);
Vologeso (Berenice, regina d´Armenia) di Niccolò Jommelli, con la regia di Jossi Wieler e Sergio Morabito, con il tenore Sebastian Kohlhepp e il soprano Ana Durlovski (2015);
Otello di Gioachino Rossini, con la regia di Amos Gitai, le scene di Dante Ferretti, i costumi di Gabriella Pescucci con il tenore John Osborn e il soprano Nino Machaidze (2016);
Norma di Vincenzo Bellini, al Teatro Massimo di Palermo, con il soprano Mariella Devia (2017);
Macbeth di Giuseppe Verdi, al Teatro Massimo di Palermo, con la regia di Emma Dante (2017);
Madama Butterfly, di Giacomo Puccini, al Teatro di San Carlo di Napoli, con la regia Ferzan Ozpetek, le scene di Sergio Tramonti, il soprano Evgenia Muraveva e il tenore Saimir Pirgu (2019);
Il Paradiso e la Peri di Robert Schumann, al Teatro Massimo di Palermo, drammaturgia di Peter Kehr, con il baritono Albert Domen (2019).

## Tournée
Nel corso della sua carriera ha condotto e diretto in tournée diverse compagini orchestrali: in Europa ha diretto i Orchestra Sinfonica di Vienna a Vienna, la Sächsische Staatskapelle Dresden, la WDR Sinfonieorchester Köln di Colonia, l'Orchestra del Gewandhaus di Lipsia, la Orchestra sinfonica di Bamberga in Germania, oltre che la BBC Symphony Orchestra, l'Orchestra del Covent Garden e l’Orchestre Philharmonique de Radio France, mentre oltreoceano ha guidato, tra le altre, l'Orchestra di Cleveland. In particolare, tra le tournée più significative:
Nel 1998 con la Royal Opera House Covent Garden di Londra ha effettuato una tournée in Giappone dirigendo Così fan tutte di Wolfgang Amadeus Mozart.
Nel 2001 con l’Orchestra Giovanile Italiana della Scuola di Musica di Fiesole, intraprende una serie di progetti che avranno come sbocco l’esecuzione da parte dell’orchestra di concerti sotto sua la direzione in tournée internazionali in Germania, con l’esecuzione de il Concerto per flauto di Goffredo Petrassi.
Nel 2004, sempre con l’Orchestra Giovanile Italiana della Scuola di Musica di Fiesole, ha effettuato una tournée internazionale in Sud America, in Cile, in Argentina, Brasile con un programma di musiche di Johannes Brahms, la Quarta Sinfonia e il Concerto per violino con Salvatore Accardo solista.
Nel 2007, alla guida dell’Orchestra Giovanile Italiana, ha effettuato due tournée: la prima in estate, in diverse piazze europee tra le quali Berlino, Pärnu, Kaunas, Turku; la seconda in autunno in Italia (Pisa, Firenze, Aosta, Reggio Emilia, Bologna, Udine Palermo), dove è stato presente anche al Giuseppe Sinopoli Festival di Taormina, all’Accademia Filarmonica Romana e al Teatro alla Scala di Milano.

## Premi
Nel 2002-2003 ha ricevuto il premio della Critica Musicale Italiana “Franco Abbiati” per la direzione al Teatro San Carlo di Napoli della Elektra di Richard Strauss.
Nel 2012, l'Opernwelt Magazine gli ha conferito il premio “Beste Aufführung” per La Sonnambula di Vincenzo Bellini, diretta nello stesso anno a Stoccarda con la regia di Jossi Wieler e Sergio Morabito.
Nel 2015 è stato insignito del premio dall'Opernwelt Magazine per il Vologeso, dramma per musica di Nicolò Jommelli, di cui ha curato la versione strumentale.

## Discografia
Il suo repertorio musicale discografico è stato prodotto e registrato con le seguenti etichette discografiche: l’inglese Emi, la francese Erato, la tedesca Deutsche Grammophon, l’americana Unitel Classica e la Sony.

## Insegnamenti accademici
È stato docente di “Direzione d'orchestra” presso la Scuola di Musica di Fiesole, su invito del fondatore della scuola, Piero Farulli.

## Onorificenze
È «accademico effettivo» dell’Accademia Nazionale di Santa Cecilia con sede a Roma.